# スロバキア空軍
スロバキア空軍（スロバキアくうぐん、スロバキア語: Vzdušné sily Ozbrojených síl Slovenskej republiky、英語: Slovak Air Force）は、スロバキアの空軍組織。1993年1月1日のチェコスロバキア連邦解消に伴い、チェコ空軍とともにチェコスロバキア空軍の資産を継承して創設された。
スロバキアの国土防衛とスロバキア陸軍の航空支援等を任務とする。また、北大西洋条約機構（NATO）のNATO統合防空システム（英語: NATO Integrated Air Defense System、略称：NATINADS）の一部を構成する。

## 組織

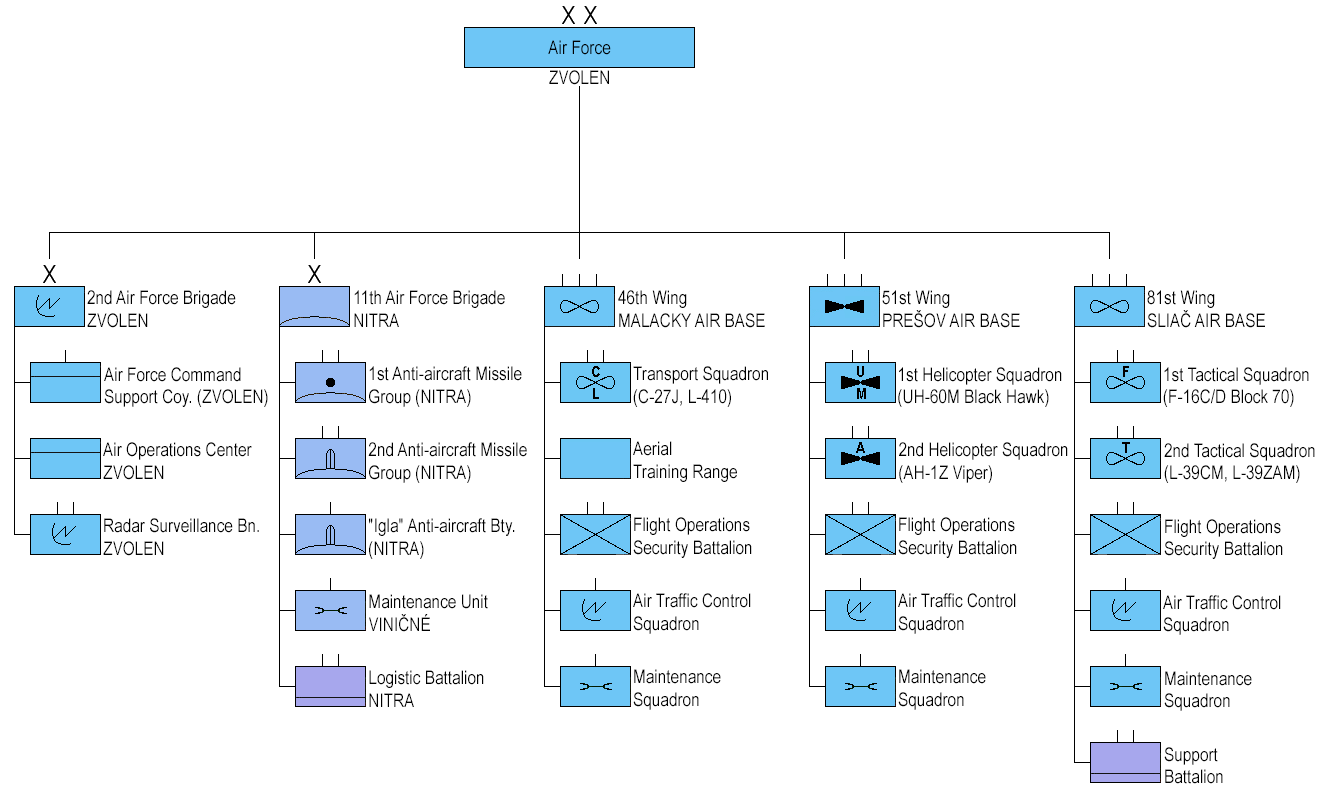
スロバキア空軍組織図（2024年）

スロバキア空軍は、空軍司令部隷下に2個空軍旅団および3個航空団を編制している。
- 空軍司令部（ズヴォレン）
  - 第2空軍旅団（ズヴォレン）
    - 空軍司令部支援中隊
    - 航空作戦センター
    - レーダー監視大隊
      - 指揮支援中隊
      - 第1レーダー監視中隊（ミハロフツェ（英語版））
      - 第2レーダー監視中隊（ヴェルカ・イーダ（英語版））
      - 第3レーダー監視中隊（オジャニ（英語版））
      - 第4レーダー監視中隊（モチアル（英語版））
      - 第5レーダー監視中隊（ホロホヴェツ（英語版））
      - 第6レーダー監視中隊（ミエロヴォ（英語版））
      - 第7レーダー整備中隊（プレショフ空軍基地（英語版））
      - 第8レーダー整備中隊（ヴォデラディ（英語版））

  - 第11空軍旅団（ニトラ）
    - 第1防空群 - MANTIS
    - 第2防空群 - 2K12M2
    - 防空群 - 9K38
    - 兵站大隊
    - 整備中隊（ヴィニチネ（英語版））

  - 第46航空団（マラツキ空軍基地（英語版））
    - 輸送飛行隊 - L-410UVP-E、C-27J
    - 警備大隊
    - 航空管制中隊
    - 整備中隊
    - 射爆場

  - 第51航空団（プレショフ空軍基地（英語版））
    - 第1ヘリコプター飛行隊 - UH-60M
    - 第2ヘリコプター飛行隊 - Mi-17M/LPZS
    - 警備大隊
    - 航空管制中隊
    - 整備中隊

  - 第81航空団（スリアチ空軍基地（英語版））
    - 第1戦術飛行隊 - F-16V
    - 第2戦術飛行隊 - L-39CM/ZAM
    - 警備大隊
    - 支援大隊
    - 航空管制中隊
    - 整備中隊

## 基地
| 基地名             | 所在地                               | 備考 |
| ------------------ | ------------------------------------ | ---- |
| スリアチ空軍基地   | バンスカー・ビストリツァ県・スリアチ |      |
| マラツキ空軍基地   | ブラチスラヴァ県・マラツキ           |      |
| プレショフ空軍基地 | プレショウ県・プレショフ             |      |

## 海外派遣
スロバキア空軍は、以下の海外派遣任務に参加している。
| 期間            | 国                       | 名称                                  |
| --------------- | ------------------------ | ------------------------------------- |
| 2002年 - 2005年 | アフガニスタン           | 不朽の自由作戦                        |
| 2005年 - 2011年 | アフガニスタン           | 国際治安支援部隊（ISAF）              |
| 2002年 - 2003年 | ボスニア・ヘルツェゴビナ | 平和安定化部隊（SFOR）                |
| 2007年 - 2008年 | コソボ                   | コソボ治安維持部隊（KFOR）            |
| 2009年          | ボスニア・ヘルツェゴビナ | アルテア作戦（EUFOR Althea）          |
| 2010年 - 2020年 | キプロス                 | 国際連合キプロス平和維持軍（UNFICYP） |
| 2022年 -        | イラク                   | NATOミッション・イラク（NMI）         |

## 装備

### 固定翼機
| 名称            | 画像 | 製造国           | 種別   | 現用数 | 備考       |
| --------------- | ---- | ---------------- | ------ | ------ | ---------- |
| F-16V           |      | アメリカ合衆国   | 戦闘機 | 3      | 11機発注中 |
| L-410UVP-E      |      | チェコスロバキア | 偵察機 | 6      |            |
| スカイラーク    |      | イスラエル       | 偵察機 | 5      |            |
| C-27J           |      | イタリア         | 輸送機 | 2      |            |
| グローバル 5000 |      | カナダ           | 輸送機 | 0      | 2機発注中  |
| L-39CM/ZAM      |      | チェコスロバキア | 練習機 | 9      |            |

### 回転翼機
| 名称        | 画像 | 製造国         | 種別                      | 現用数 | 備考                          |
| ----------- | ---- | -------------- | ------------------------- | ------ | ----------------------------- |
| AH-1Z       |      | アメリカ合衆国 | 攻撃ヘリコプター          | 0      | 12機発注中                    |
| UH-60M      |      | アメリカ合衆国 | 汎用ヘリコプター          | 9      | UH-60M 2機、UH-60L 12機発注中 |
| Mi-17M/LPZS |      | ソビエト連邦   | 捜索救難/汎用ヘリコプター | 13     |                               |

### 防空装備
| 名称      | 画像 | 製造国       | 種別                 | 現用数  | 備考             |
| --------- | ---- | ------------ | -------------------- | ------- | ---------------- |
| 9K38      |      | ソビエト連邦 | 携帯式地対空ミサイル | 54      |                  |
| 2K12M2    |      | ソビエト連邦 | 地対空ミサイル       | 5個中隊 |                  |
| バラク MX |      | イスラエル   | 地対空ミサイル       | 0       | 6セット発注中    |
| MANTIS    |      | ドイツ       | 対空機関砲           | 2       | ドイツからの寄付 |

### ロシアによるウクライナ侵攻に伴うウクライナ支援
2022年のロシアによるウクライナ侵攻に伴い、スロバキア空軍はウクライナからの要請に応じて多数の旧ソ連製装備品を供与しており、S-300PMU地対空ミサイルシステム1基、Mi-17輸送ヘリコプター4機、Mi-2汎用ヘリコプター1機を軍事援助として無償供与している。また、2023年3月17日には退役したMiG-29戦闘機13機のウクライナ供与を承認。内訳はMiG-29AS 9機、MiG-29UBS 1機、MiG-29A 2機、MiG-29UB 1機となっており、このうち3機は部品取り用であった。3月23日にウクライナ人パイロットによってまず4機がスロバキアからウクライナへフェリーされ、9機は後日ウクライナへ送られた。

## 階級
| 士官               |                      |  |      |
| 空軍大将           | Generál              |  | OF-9 |
| 空軍中将           | Generálporučík       |  | OF-8 |
| 空軍少将           | Generálmajor         |  | OF-7 |
| 空軍准将           | Brigádny generál     |  | OF-6 |
| 空軍大佐           | Plukovník            |  | OF-5 |
| 空軍中佐           | Podplukovník         |  | OF-4 |
| 空軍少佐           | Major                |  | OF-3 |
| 空軍大尉           | Kapitán              |  | OF-2 |
| 空軍中尉           | Nadporučík           |  | OF-1 |
| 空軍少尉           | Poručík              |  | OF-1 |
| 准士官および下士官 |                      |  |      |
| 空軍先任上級曹長   | Štábny nadrotmajster |  | OR-9 |
| 空軍上級曹長       | Nadrotmajster        |  | OR-8 |
| 空軍曹長           | Rotmajster           |  | OR-7 |
| 空軍上級軍曹       | Rotný                |  | OR-6 |
| 空軍軍曹           | Čatár                |  | OR-5 |
| 空軍伍長           | Desiatnik            |  | OR-4 |
| 兵卒               |                      |  |      |
| 空軍上等兵         | Slobodník            |  | OR-3 |
| 空軍一等兵         | Vojak 2. stupňa      |  | OR-2 |
| 空軍二等兵         | Vojak 1. stupňa      |  | OR-1 |